# École d'art dramatique
Une école d'art dramatique est un établissement d'enseignement supérieur spécialisé dans l'art dramatique (comédie, mise en scène, arts techniques théâtraux, etc). Elle délivre un baccalauréat en arts (BA).

## Modalités d'entrée
Les places étant généralement limitées, la sélection à l'entrée dans une école d'art dramatique se fait habituellement par une ou deux auditions. La plupart des écoles demandent aux étudiants d'avoir plus de 18 ans pour postuler.
Les auditions se présentent sous la forme de récitation de monologues et de travaux de groupes, et peuvent inclure du chant. Cela varie d'école en école.

## Contenu des enseignements
Les cours dispensés par les écoles d'art dramatique sont généralement basés sur la pratique, puisqu'ils ont pour ambition de former des futurs comédiens professionnels. Les étudiants sont supposés faire preuve d'enthousiasme et de motivation pour correspondre aux demandes de l'école. 
À la fin de la dernière année (la troisième en général), de nombreuses écoles proposent des représentations auxquelles sont invités des agents artistiques et des directeurs de casting. 